# Engelsches Gesetz

Schematische Darstellung der von Engel beschriebenen Zusammenhänge

Das Engelsche Gesetz ist in der Volkswirtschaftslehre eine von dem Statistiker Ernst Engel entwickelte volkswirtschaftliche Kennzahl, wonach der Einkommensanteil, den ein Privathaushalt für die Ernährung ausgibt, mit steigendem Einkommen sinkt.

## Allgemeines
Außerhalb der Rechtswissenschaft (hier gibt es formale Gesetze) spricht man in den übrigen Wissenschaften von einem Gesetz, wenn aus einer Theorie orts-, zeit- und kulturunabhängige allgemeingültige Aussagen abgeleitet werden, die weltweit dauerhaft, aber nicht ausnahmslos, gelten. Naturgesetze sind in der Naturwissenschaft dagegen ausnahmslos geltende Regeln für den Ablauf des Geschehens. Auch das Engelsche Gesetz gilt nicht ausnahmslos.
Das Engelsche Gesetz ist eines der am besten belegten empirischen Gesetze der Volkswirtschaftslehre und zeigt das Konsumverhalten von Privatpersonen im Hinblick auf ihre Lebenshaltungskosten für Ernährung. Ernst Engel fasste 1857 seine Beobachtungen in einem Aufsatz zusammen.
Im Jahr 1868 ergänzte Hermann Schwabe das Engelsche Gesetz durch die Analyse der Ausgaben für die Wohnung (Miete und Nebenkosten); es ist als Schwabesches Gesetz bekannt, für die Wohnungswirtschaft von hoher Bedeutung und beinhaltet die Mietbelastungsquote.

## Inhalt
Bei steigendem Einkommen sinken die Konsumausgaben für Nahrungsmittel oder Wohnung relativ. Deshalb ist die Nachfrageelastizität kleiner < 1. Das bedeutet, dass die Nachfrage sehr elastisch ist und eine Preisänderung zu einer überproportionalen Nachfrageänderung führt.
Der so genannte Engel-Koeffizient {\displaystyle Ec} errechnet sich aus dem Anteil der Ausgaben für Lebensmittel {\displaystyle L} an den gesamten Konsumausgaben {\displaystyle C}
{\displaystyle Ec={\frac {\text{L}}{\text{C}}}}.
Ein niedriger Engel-Koeffizient zeigt einen vergleichsweise höheren materiellen Wohlstand an und berücksichtigt implizit das Preisniveau.

## Kritik
Die tendenziell sinkende Lebensmittelqualität in Industriestaaten und ein damit einhergehender Preisverfall kann bei Anwendung des Engel-Koeffizienten einen höheren Wohlstand signalisieren als tatsächlich vorhanden ist. Das Engelsche Gesetz schließt nicht aus, dass in Ausnahmefällen durchaus ein Konsumverhalten eintreten kann, dass mit steigendem Einkommen auch eine relative Zunahme der Nahrungsmittelausgaben verbunden sein kann (Tendenz zu Luxusgütern bei Lebensmitteln wie Kaviar). Dessen ungeachtet wird das Engelsche Gesetz weithin anerkannt und bei internationalen Vergleichen des Lebensstandards verwendet. So fiel beispielsweise der Engel-Koeffizient in der Volksrepublik China für einen städtischen Haushalt zwischen 1978 und 2001 von 57,5 % auf 37,9 %, für einen ländlichen Haushalt von 67,7 % auf 47,7 %.
Eine Weiterentwicklung ist die Engel-Kurve, die auch für andere Konsumgüter anwendbar ist.